# Scott McGregor
Scott McGregor es un modelo, actor y presentador australiano, conocido por haber participado en el programa Temptation y por haber dado vida a Mark Brennan en la serie Neighbours.

## Biografía
Scott es amigo del modelo y actor Rhys Uhlich.
En noviembre del 2006 comenzó a salir con la modelo Chelsea Butler, a quien conoció en el programa Temptation, la relación terminó a principios del 2011.
Scott comenzó a salir con Bianka Voigt, a finales de mayo del 2016 se anunció que la pareja se había comprometido y finalmente se casaron en enero del 2019. A finales de marzo del 2017 la pareja anunció que estaban esperando a su primer bebé juntos. El 27 de septiembre del mismo año le dieron la bienvenida a su hija, Evie Sky McGregor. Y en enero de 2020 tuvieron su segundo hijo, Jackson Charles McGregor.

## Carrera
Scott ha modelado para clientes como Lion Nathan, también ha aparecido en campañas de Nike, Myer, Alpha Male Underwear, Holeproof, y ha modelado para Morrissey, Country Road, Nautica & David Jones.
Entre el 2008 y el 2009 obtuvo pequeños en la primera temporada de la serie criminal Underbelly y en Carla Cametti PD.
En el 2010 se unió como personaje regular a la exitosa serie australiana Neighbours, donde interpretó al detective Mark Brennan, quien llegó por primera vez a Erinsborough para descubrir al responsable del intento de asesinato de Paul Robinson. Al inicio firmó para aparecer por cuatro semanas, sin embargo su contrato se incrementó para seis meses, en noviembre del mismo año se anunció que debudo al éxito de su personaje su contrato fue extendido para que se quedara todo un año más. En febrero del 2011 se anunció que Scott saldría de la serie en abril del mismo año. Su última aparición fue el 22 de junio del mismo año, después de que su personaje se fuera de Erinsborough para entrar a protección a testigos. Mark regresó a la serie el 20 de mayo de 2013 y se fue nuevamente el 28 de mayo del mismo año, después de que su personaje decidiera regresar a Sídney luego de que Kate le dijera que escogía a so novio Mason sobre él. Scott regresó a la serie el 5 de febrero de 2014 y desde entonces aparece en la serie. En el 2014 apareció en una serie de webisodios titulado Brennan on the Run donde interpretó nuevamente a Mark Brennan, mientras estuvo en el programa de protección a testigos luego de irse de Erinsborough.
En el 2011 apareció como invitado en la serie Winners & Losers donde interpretó a Brett.
En el 2012 apareció en el primer episodio de la tercera temporada de la serie australiana Offspring donde interpretó a Theo.

## Filmografía

### Series de televisión
| Año                            | Título             | Personaje      | Notas                                   |
| ------------------------------ | ------------------ | -------------- | --------------------------------------- |
| 2010 - 2011, 2013, 2014 - 2020 | Neighbours         | Mark Brennan   | 1,510 episodios                         |
| 2014                           | Brennan on the Run | Mark Brennan   | webisodios                              |
| 2012                           | Offspring          | Theo           | episodio # 3.1                          |
| 2011                           | Winners & Losers   | Brett          | episodio "Covert Aggression in Netball" |
| 2009                           | Carla Cametti PD   | Cantinero      | episodio "To Have and to Hold"          |
| 2008                           | Underbelly         | Hombre Joven   | episodio "Wise Monkeys"                 |
| 1996                           | Home and Away      | Keith Williams | 4 episodios                             |

### Apariciones
| Año  | Título                 | Notas       |
| ---- | ---------------------- | ----------- |
| 2008 | Blood, Sweat and Gears | presentador |
| -    | Holidays for Sale      | presentador |
| 2003 | Temptation             | modelo      |

## Premios y nominaciones
| Año  | Categoría                   | Resultado |
| ---- | --------------------------- | --------- |
| 2011 | Cleo's Bachelor of the Year | Nominado  |
| 2006 | Cleo's Bachelor of the Year | Nominado  |